# Iglesia de Santa María de los Ángeles (Wellington)
La Iglesia de Santa María de los Ángeles (en inglés: St Mary of the Angels church) es una iglesia católica situada en la esquina de las calles Boulcott y Willis en Wellington, Nueva Zelanda. Se trata de la iglesia parroquial del centro de Wellington.
El edificio está clasificado como Categoría I ("lugar de" significación especial o excepcional patrimonio histórico o de valor cultural") como lugar histórico por el Fideicomiso de lugares históricos de Nueva Zelanda. El edificio actual fue inaugurado en 1922, y es la tercera iglesia construida en la calle Boulcott.
Los planes para la iglesia fueron preparados por el arquitecto Frederick de Jersey Clere en 1919.